# Paul Dooley
 (juin 2025).
Si vous disposez d'ouvrages ou d'articles de référence ou si vous connaissez des sites web de qualité traitant du thème abordé ici, merci de compléter l'article en donnant les références utiles à sa vérifiabilité et en les liant à la section « Notes et références ».
Pour les articles homonymes, voir Dooley.
Paul Dooley est un acteur et scénariste américain né le 22 février 1928 à Parkersburg (Virginie-Occidentale).

## Biographie
Paul Dooley naît le 22 février 1928 à Parkersburg.

## Filmographie

### Acteur

#### Cinéma
- 1964 : The Parisienne and the Prudes : Ted K. Worrie
- 1970 : Aventures à New York (The Out-of-Towners) : le réceptionniste
- 1972 : Up the Sandbox : gardien de la statue de la Liberté
- 1974 : The Gravy Train : Docteur
- 1974 : Un justicier dans la ville (Death Wish) : policier à l'hôpital
- 1975 : Foreplay : vendeur
- 1977 : La Castagne (Slap Shot) : Hyannisport Announcer
- 1977 : Raggedy Ann and Andy: A Musical Adventure : Gazooks (voix)
- 1978 : Un mariage (A Wedding) de Robert Altman : Liam 'Snooks' Brenner
- 1979 : Un couple parfait (A Perfect Couple) : Alex Theodopoulos
- 1979 : La Bande des quatre (Breaking Away) : Raymond Stoller
- 1979 : Rich Kids de Robert Milton Young : Simon Peterfreund
- 1980 : HealtH : Dr Gil Gainey
- 1980 : Popeye : Wimpy
- 1981 : Paternity : Kurt
- 1982 : Espèce en voie de disparition (Endangered Species) : Joe Hiatt
- 1982 : Kiss Me Goodbye : Hugh Kendall
- 1983 : The Adventures of Bob & Doug McKenzie: Strange Brew : Claude Elsinore
- 1983 : Going Berserk : Dr Ted
- 1984 : Seize Bougies pour Sam (Sixteen Candles) de John Hughes : Jim Baker
- 1986 : Big Trouble de John Cassavetes : Noozel
- 1987 : Monster in the Closet : Roy
- 1987 : Vous avez dit dingues? (O.C. and Stiggs) : Randall Schwab
- 1988 : Crimes de sang (Last Rites) : Père Freddie
- 1990 : Flashback : Stark
- 1992 : Shakes the Clown : Owen Cheese
- 1993 : The Traveling Poet : Peebo
- 1993 : My Boyfriend's Back : Big Chuck
- 1993 : Une femme dangereuse (A Dangerous Woman) : vendeur Tupperware Salesman
- 1995 : Evolver : Jerry Briggs
- 1995 : À fleur de peau (Underneath) : Ed Dutton
- 1996 : Qiana : Normand Pasco
- 1996 : God's Lonely Man : Polo
- 1996 : Waiting for Guffman : UFO Abductee
- 1997 : Loved : Leo Amerson
- 1997 : Clockwatchers de Jill Sprecher : Bud Chapman
- 1997 : Telling Lies in America : Père Norton
- 1998 : Talents cachés (Error in Judgment) : Jack Albert
- 1999 : Guinevere : Walter
- 1999 : Souvenirs d'avril (I'll Remember April) : Earl Schimmel
- 1999 : Happy, Texas : le juge
- 1999 : Just Married (ou presque) (Runaway Bride) : Walter Carpenter
- 2001 : Madison : Maire Don Vaughn
- 2001 : Rennie's Landing : Hank
- 2002 : The Perfect You : Larry
- 2002 : Insomnia : Chef Charlie Nyback
- 2003 : A Mighty Wind, titre québécois Les Grandes Retrouvailles) de Christopher Guest : George Menschell
- 2003 : Nobody Knows Anything! : Warden
- 2004 : L'Employé du mois (Employee of the Month) : Révérend Ben Goodwin
- 2004 : Adventures in Homeschooling : Pop Hemple
- 2005 : Come Away Home : Grandpa Donald
- 2006 : Cars : Sergent (voix)
- 2007 : Hairspray : Mr. Spritzer
- 2008 : Sunshine Cleaning : Sherm
- 2008 : Histoires enchantées (Bedtime Stories) : le vendeur de Hot-Dog
- 2009 : Les Cavaliers de l'Apocalypse (Horsemen) de Jonas Åkerlund : Père Whiteleather
- 2011 : Cars 2 : Sergent (voix)
- 2013 : Turbo : le contremaître (voix)
- 2016 : Other People : Ronnie
- 2016 : The Holy Man : Lou 'The Bull' Devine
- 2017 : Cars 3 : Sergent (voix)

#### Télévision

##### Séries télévisées
- 1963 : East Side/West Side : Charlie Welty
- 1964 : Les Accusés : R.W. Wheeler
- 1966 : Max la Menace : Hanlon
- 1966 : Ma sorcière bien-aimée : présentateur TV
- 1982 : The Shady Hill Kidnapping : Détective
- 1985 : The Day the Senior Class Got Married : Dr Wormer
- 1988 : Le Meurtre de Mary Phagan (The Murder of Mary Phagan) : William Burns
- 1988 : Coming of Age : Dick Hale
- 1993 : Les Chroniques de San Francisco (Tales of the City) : Herbert 'Herb' L. Tolliver
- 1993 : Une maman formidable (Grace Under Fire) : John Shirley (1994-1996)
- 1994-1997 : Star Trek : Deep Space Nine : Enabran Tain (4 épisodes)
- 1997 : Angels in the Endzone : Coach Buck
- 2005 : Desperate Housewives : Addison Prudy
- 2005 : Hopeless Pictures : Bartender (voix)
- 2008 : Grey's Anatomy : Dr Walter Tapley
- 2009 : Scrubs : Paul
- 2011 : Private Practice : Abel
- 2012 : Hot in Cleveland : l'homme barbu aka Santa
- 2012 : The Client List : Earl Hudson
- 2013 : Esprits criminels (Criminal Minds) : Chip Gordon
- 2013 : Major Crimes (TV) : Larry Murdock
- 2013 : Super Fun Night (TV) : le vieux monsieur
- 2013-2014 : Tales from Radiator Springs : Sergent (voix)
- 2014 : Parenthood : Rocky
- 2015 : Comedy Bang! Bang! : Mr. Stingy
- 2015 : The Middle Ages : Clark / Dad
- 2016 : The Skinny : Grandpa
- 2016 : Childrens Hospital : Grandpa Ben
- 2016 : Heartbeat : Jasper Shaw
- 2016 : Young and Hungry : Mr. Fancy
- 2017 : Workaholics : Ralph
- 2017 : Good Doctor : Glen
- 2018 : "Shameless US" : Ralph

##### Téléfilms
- 1966 : Man in the Square Suit : Frank Johnson
- 1968 : A Punt, a Pass, and a Prayer : photographe
- 1981 : See China and Die : Ames Prescott
- 1988 : Lip Service : Gilbert 'Gil' Hutchinson
- 1989 : Guts and Glory: The Rise and Fall of Oliver North : Robert McFarlane
- 1989 : When He's Not a Stranger (en) : Ben McKenna
- 1990 : The Court-Martial of Jackie Robinson : ?
- 1990 : Guess Who's Coming for Christmas? : Doc
- 1991 : Frogs! : Twittenham
- 1991 : White Hot: The Mysterious Murder of Thelma Todd : Hal Roach
- 1992 : Perry Mason: The Case of the Heartbroken Bride : Asst. Dist. Atty. Robert Norrell
- 1993 : Cooperstown : Sid Wiggins
- 1993 : Mother of the Bride : Richard
- 1994 : Service des urgences (State of Emergency) : Jim Anderson
- 1995 : Le Cerveau artificiel (The Computer Wore Tennis Shoes) : Sénateur Thatch
- 1995 : Out There : Emmett Davis
- 1996 : Traveler's Rest : Andy Milligan
- 2001 : A Woman's a Helluva Thing : Hank Luckinbill
- 2003 : Touch 'Em All McCall : ?
- 2003 : Une seconde chance à Noël (Comfort and Joy) : George
- 2003 : Tracey Ullman in the Trailer Tales : Dean Duaney
- 2013 : Le père Noël prend sa retraite (My Santa) : Martin

### Producteur
- 2012 : Janeane from Des Moines (en) de Grace Lee (en)
- 2012 : Lifestyles of the Rich & Fabulous de Jonathan Browning

### Scénariste
- 1971 : The Electric Company (en)
- 1980 : HealtH de Robert Altman
- 2012 : Lifestyles of the Rich & Fabulous de Jonathan Browning
- 2015 : The Middle Ages